# François-Léon Lévêque
François-Léon Lévêque (Saint-Junien, 16 giugno 1870 – 26 ottobre 1955) è stato un generale francese, che dopo aver partecipato alla prima guerra mondiale partì al seguito della missione militare francese in Polonia nell'immediato dopoguerra. Fu l'organizzatore dell'aeronautica militare polacca.

## Biografia
Nacque a Saint-Junien, dipartimento della Alta Vienne, il 16 giugno 1870. Si arruolò nell'Armée de terre il 21 ottobre 1889, all'età di diciannove anni, mentre frequentava l'École polytechnique. Uscitone il 1º ottobre 1891, passò subito a frequentare la Scuola di applicazione di artiglieria e genio ottenendo il grado di sottotenente il 9 settembre 1893, e venendo assegnato al 2º Reggimento del genio di Montpellier. Durante il servizio in questo reparto fu inviato per due volte presso lo Stabilimento centrale per l'impiego degli aerostati militari di Chalais.
Tra il 10 aprile 1896 e il 24 agosto 1897 partecipò alla spedizione militare che portò alla conquista del Madagascar, venendo promosso capitano due mesi dopo il suo rientro in Patria, il 23 ottobre.
A partire dal 10 agosto 1900 prestò servizio nel Corpo di spedizione francese in Cina in qualità di ufficiale del 2º Reggimento genieri, prendendo parte alle operazioni per la repressione della rivolta dei Boxers. Ritornato in Francia il 13 settembre 1902, fu assegnato al 6º Reggimento genieri di Angers dove rimase fino al 1 giugno 1904 quando, messo a disposizione del Ministero delle Colonie, fu inviato in Indocina. A partire dal marzo 1905 prese parte ad alcune operazioni belliche nel Tonchino, prestando quindi servizio a Saigon come comandante di alcune unità del genio fino al 1907, quando ritornò in Patria. Il 26 febbraio 1909 fu assegnato allo Stabilimento Centrale del Materiale Aeronautico militare (Etablissement Central du Matériel Aéronautique Militaire) di Chalais-Meudon, e il 9 settembre 1912 fu trasferito presso la fortezza di Verdun, venendo promosso maggiore il 23 giugno 1913.

### La prima guerra mondiale
Allo scoppio della guerra si trovava in servizio a Verdun, e il 22 ottobre 1914 assunse l'incarico di Capo di stato maggiore della I Brigata zappatori. Il 18 luglio 1915 fu nominato comandante del servizio genieri della 132ª Divisione fanteria, rimanendo gravemente ferito alla testa il 24 aprile 1916. Al termine del lungo periodo di convalescenza, il 1º novembre dello stesso anno fu inviato in Romania al seguito della missione militare francese che doveva assistere l'esercito rumeno entrato in guerra contro gli Imperi centrali. Il 6 luglio 1917 fu promosso tenente colonnello, ma con la sconfitta rumena e la firma della resa dovette rientrare in Francia, dove nel luglio 1918 entrò in servizio nello Stato maggiore della Quinta Armata, passando poi al comando dei reparti del genio del XIII Corpo d'armata.
Dopo la firma dell'armistizio di Compiègne, l'11 dicembre 1918 assunse l'incarico di comandante degli zappatori della Piazzaforte di Verdun, venendo promosso colonnello il 25 marzo 1919 e divenendo, nel contempo, comandante del 7º Reggimento del genio di stanza ad Avignone. Tra il 9 febbraio e il 21 agosto 1920 frequentò un corso presso il Centro di Alti Studi Militari, assumendo poi il comando del 9º Reggimento del genio di Montpellier.
Il 15 febbraio 1921 fu trasferito in forza all'Aéronautique Militaire assumendo l'incarico di comandante della 3ª Brigata d'aviazione il 1º novembre successivo. Conseguì il brevetto di osservatore d'aeroplano il 10 febbraio 1922 e quello di pilota militare il 13 ottobre dello stesso anno. 
Il 22 dicembre seguente fu distaccato in servizio presso la missione militare francese in Polonia, arrivando a Varsavia il 10 gennaio 1923. Il 20 dello stesso mese il maggior generale Kazimierz Sosnkowski, Ministro per gli affari militari, lo mise a capo del IV Dipartimento per la navigazione aerea del Ministero, in quanto il suo predecessore, generale Gustaw Macewicz era stato posto in congedo a tempo indeterminato. 
Il 1 marzo 1923 presentò al Capo del governo, generale Józef Piłsudski, un piano di rafforzamento dell'aeronautica militare polacca in base al quale entro il 1927 l'aviazione avrebbe contato 50 squadriglie con 572 velivoli di produzione francese, o costruiti su licenza in Polonia. Il progetto venne respinto dal Capo di stato maggiore dell'esercito e dal Ministro per gli affari militari, ma egli continuò nel suo progetto riorganizzando i reggimenti dell'aviazione, rafforzò il personale amministrativo anche a discapito dell'esistenza di squadriglie di riserva, favorì l'impiego delle unità aeree durante le esercitazioni dell'esercito, ed avviò al traduzione in polacco delle norme aeronautiche francesi. 
Promosso generale di brigata il 20 marzo 1924, il 17 agosto successivo fu sostituito nell'incarico, su decisione del Ministro Sikorski, dal generale Włodzimierz Zagórski.. Rientrò subito in Francia, ma non ebbe più incarichi di rilievo venendo posto in posizione di riserva il 14 aprile 1925. Si spese a Villeneuve il 26 ottobre 1955.

### Annotazioni
1. ↑  Dall'8 maggio al 22 giugno 1894 e dal 16 maggio al 26 giugno 1895.
2. ↑  In lingua francese Etablissement Central d'Aerostation Militaire.
3. ↑  In quello stesso anno egli frequentò un corso organizzato dal Centro per l'impiego dell'artiglieria tattica a Metz.
4. ↑  A quella data era il servizio aeronautico dell'esercito, in quanto l'Armée de l'air divenne indipendente solo nel 1933.
5. ↑  In lingua polacca  Departamentu IV Żeglugi Powietrznej MSWojsk.
6. ↑  Sosnkowski venne sostituito da Władysław Sikorski il 17 febbraio 1924.
7. ↑  Il 7 settembre 1924 il Magg. Gen. Stefan Majewski, sostituto per il Ministro degli affari militari gli diede il titolo e il distintivo pilota n ° 666.

### Fonti
1. ↑  Bodin 1979, p. 27.
2. ↑  Bodin 1979, p. 5.
3. ↑  Donnell 2011,  p. 41.
4. 1 2  Neiberg, Jordan 2008, p. 105.
5. ↑  Neiberg, Jordan 2008, p. 106.
6. ↑  Neiberg, Jordan 2008, p. 109.
7. 1 2 3 4  Belcarz, Pęczkowski 2001, p. 88.
8. 1 2 3  Belcarz, Pęczkowski 2001, p. 89.
9. ↑  Dziennik Personalny M.S.Wojsk. Nr 91 z 7 września 1924 r., s. 513.